# Religioni a São Tomé e Príncipe
Il cristianesimo è la religione più diffusa a São Tomé e Príncipe. Secondo il censimento del 2012, i cristiani rappresentano il 69,3% della popolazione e sono in maggioranza cattolici; il 2,3% della popolazione segue la religione tradizionale mana; il 6,2% della popolazione segue altre religioni; l'1% della popolazione non dichiara la propria affiliazione religiosa e il restante 21,2% della popolazione non segue alcuna religione. Secondo stime dell'Association of Religion Data Archives (ARDA) riferite al 2015, i cristiani rappresentano l'82,3% della popolazione; il 3,6% della popolazione segue altre religioni (comprese le religioni indigene), l'1,3% circa della popolazione non segue alcuna religione e il restante 12,8% della popolazione non dichiara la propria affiliazione religiosa.

## Religioni presenti

### Cristianesimo
Secondo il censimento del 2012, i cattolici rappresentano il 55,7% della popolazione, i protestanti sono il 9,5% della popolazione e i cristiani di altre denominazioni sono il 4,1% della popolazione.
La Chiesa cattolica è presente con un'unica diocesi, la Diocesi di São Tomé e Príncipe, che comprende tutto il territorio del Paese. 
I principali gruppi protestanti presenti nel Paese sono gli avventisti del settimo giorno e i pentecostali; questi ultimi sono rappresentati dalle Assemblee di Dio e dalla Chiesa universale del regno di Dio.
Fra i cristiani di altre denominazioni, sono presenti la Chiesa neo-apostolica e i Testimoni di Geova. 

### Altre religioni
A São Tomé e Príncipe sono presenti la religione bahai e l'islam; gli immigrati di origine asiatica (pari allo 0,1% della popolazione) seguono il buddhismo e l'induismo. Una parte della popolazione segue ancora le religioni indigene tradizionali.